# Jochen Schneider (General)
Jochen Schneider (* 28. August 1947 in Heidelberg) ist ein Brigadegeneral außer Dienst des Heeres der Bundeswehr.

## Leben

### Ausbildung und erste Verwendungen
Schneider legte 1966 das Abitur in Schwetzingen ab und trat 1967 beim Raketenartilleriebataillon 122 (RakArtBtl 122) in Philippsburg in die Bundeswehr ein. Ab 1970 war er dort Zugführer eines Begleitzuges, Vermessungsoffizier und Jugendoffizier der 12. Panzerdivision (12. PzDiv). Von 1975 bis 1978 war er Batteriechef der 2. (Raketenwerfer)-Batterie und danach der Begleitbatterie des RakArtBtl 122 in Philippsburg. Die Begleitbatterie mit ihren Begleitzügen hatte vorrangig den Auftrag, das Sondermunitionslager Philippsburg und die dortige Sondermunition (Kernwaffen) zu bewachen, die für den Einsatz durch das RakArtBtl 122 als Divisionsartillerie der 12. PzDiv im Verteidigungsfall vorgesehen waren.

### Dienst als Stabsoffizier
Von 1980 bis 1982 absolvierte Schneider den 23. Generalstabslehrgang Heer an der Führungsakademie der Bundeswehr (FüAkBw) in Hamburg, wo er zum Offizier im Generalstabsdienst ausgebildet wurde. 1982 wurde er Planungsoffizier an der FüAkBw und 1985 G3 der Panzergrenadierbrigade 7 in Hamburg. 1987 übernahm er das Kommando über das Gebirgsraketenartilleriebataillon 82 in Landsberg (Lech), bevor er 1989 Grundsatz-Referent in der Personalabteilung im Bundesministerium der Verteidigung (BMVg P III 1) in Bonn wurde. 1990 übernahm er den Dienstposten des G1 (Personal) des III. Korps in Ulm und wurde 1991 Referatsleiter des Referats I 1 im Führungsstab des Heeres im BMVg.

### Dienst als General
1995 wurde Schneider Brigadekommandeur der Panzergrenadierbrigade 32 in Schwanewede. Vom 20. März 1997 bis zum 25. Oktober 2001 war er Kommandeur der Artillerieschule. 
Schneider trat zum 1. Oktober 2007 in den Ruhestand.

### Privates
Schneider ist verheiratet, hat eine Tochter sowie einen Sohn und ist katholischen Glaubens.